# 331e division d'infanterie
La 331e division d'infanterie (en allemand : 331. Infanterie-Division ou 331. ID) est une des divisions d'infanterie de l'armée allemande (Wehrmacht) durant la Seconde Guerre mondiale.

## Historique
La 331e division d'infanterie a été formée le 15 décembre 1941 sur le Truppenübungsplatz (terrain de manœuvres) de Königsbrück dans la Wehrkreis IV en tant que Walküre-Division sous la 17. Welle (17e vague de mobilisation).
En mars 1942, elle est transférée sur le Front de l'Est. Elle subit de lourdes pertes dans la région de Nevel. Elle est retirée du front en décembre 1943 pour une reconstitution qui s'achève en mars 1944 sur le Truppenübungsplatz de Wahn à partir de la Schatten-Division Wahn en tant qu'élément de la 24. Welle (24e vague de mobilisation).
Envoyée en France en avril 1944, elle subit de lourdes pertes en Normandie en août 1944 (poche de Falaise pour un régiment et sud de la Seine pour les deux autres). Elle est dissoute en octobre 1944.
L'état-major de la division rejoint la 70.Inf. Div. tandis que la plupart des unités survivantes sont incorporés dans la 346. Infanterie-Division (du 1er au 16 octobre 1944) sous les ordres du Generalleutnant Erich Diestel.

## Organisation

### Commandants
| Début            | fin              | Grade                  | Commandant         |
| ---------------- | ---------------- | ---------------------- | ------------------ |
| 15 décembre 1941 | 30 décembre 1941 | Generalleutnant        | Fritz Hengen       |
| 30 décembre 1941 | 21 février 1943  | General der Infanterie | Dr Franz Beyer     |
| 22 février 1943  | 1er janvier 1944 | Generalleutnant        | Karl-Ludwig Rhein  |
| 1er janvier 1944 | 25 avril 1944    | Generalmajor           | Heinz Furbach      |
| 25 avril 1944    | 1er août 1944    | Generalleutnant        | Karl-Ludwig Rhein  |
| 1er août 1944    | 1er octobre 1944 | Generalleutnant        | Walter Steinmüller |

## Théâtres d'opérations
- Autriche : Décembre 1941 - Février 1942
- Front de l'Est secteur Centre : Février 1942 - Septembre 1943
- Front de l'Est, secteur Nord : Septembre 1943 - Mars 1944
- Allemagne : Mars 1944 - Avril 1944
- France : Avril 1944 - Octobre 1944
- Hollande et Ouest de l'Allemagne : Octobre 1944 - Mai 1945

## Ordre de bataille
Décembre 1941
- Infanterie–Regiment 557
  - I. Bataillon
  - II. Bataillon
  - III. Bataillon
- Infanterie–Regiment 558
  - I. Bataillon
  - II. Bataillon
- Infanterie–Regiment 559
  - I. Bataillon
  - II. Bataillon
- Artillerie–Regiment 331
  - I. Abteilung
  - II. Abteilung
- Nachrichten–Kompanie 331
- Infanterie-Division-Nachschubführer 331
- Verwaltungsdienste 331
- Sanitäts–Kompanie 331
- Krankenkraftwagenzug 331
- Veterinär–Kompanie 331

Création-Transfert
- Mai 1942 : III. Abteilung/Artillerie–Regiment 331, Pionier-Bataillon 331
- Juin 1942 : Panzerjäger- und Aufklärungs-Abteilung 331
- Septembre 1942 : Schnelle Abteilung 331 → avril 1943 : Panzerjäger-Abteilung 331
- Avril 1943 : Aufklärungs-Abteilung 331 → juillet 1943 : Div.Füsilier-Bataillon 331
- Avril 1943 : Nachschubführer.Kompanie→ Nachschubführer.Abteilung 331

Juin 1942
- Infanterie –Regiment 557
  - I. Bataillon
  - II. Bataillon
- Infanterie–Regiment 558
  - I. Bataillon
  - II. Bataillon
- Infanterie–Regiment 559
  - I. Bataillon
  - II. Bataillon
- Artillerie–Regiment 331
  - I. Abteilung
  - II. Abteilung
  - III. Abteilung
- Panzerjäger- und Aufklärungs–Abteilung 331
- Pionier–Bataillon 331
  - 1. Kompanie
  - 2. Kompanie
  - 3. Kompanie
- Nachrichten–Kompanie 331
- Infanterie-Division-Nachschubführer 331
- Verwaltungsdienste 331
- Sanitäts–Kompanie 331
- Krankenkraftwagenzug 331
- Veterinär–Kompanie 331

Avril 1943
- Grenadier–Regiment 558
  - I. Bataillon
  - II. Bataillon
  - III. Bataillon
- Grenadier–Regiment 559
  - I. Bataillon
  - II. Bataillon
  - III. Bataillon
- Artillerie–Regiment 331
  - I. Abteilung
  - II. Abteilung
  - III. Abteilung
- Panzerjäger–Abteilung 331
  - 1. Panzerjäger-Kompanien
  - 2. Panzerjäger-Kompanien
  - 3. Fla-Kompanie
- Aufklärungs–Abteilung 331
- Pionier–Bataillon 331
  - 1. Kompanie
  - 2. Kompanie
  - 3. Kompanie
- Nachrichten–Abteilung 331
- Kommandeur der Infanterie-Division-Nachschubtruppen 331
- Verwaltungsdienste 331
- Sanitäts–Kompanie 331
- Krankenkraftwagenzug 331
- Veterinär–Kompanie 331

Mai 1944
- Grenadier–Regiment 557
  - I. Bataillon
    - 1. Kompanie
    - 2. Kompanie
    - 3. Kompanie
    - 4. Kompanie

  - II. Bataillon
    - 5. Kompanie
    - 6. Kompanie
    - 7. Kompanie
    - 8. Kompanie

  - 13.(IG)-Kompanie
  - 14.(Pz.Jäg)-Kompanie
- Grenadier–Regiment 558
  - I. Bataillon
    - 1. Kompanie
    - 2. Kompanie
    - 3. Kompanie
    - 4. Kompanie

  - II. Bataillon
    - 5. Kompanie
    - 6. Kompanie
    - 7. Kompanie
    - 8. Kompanie

  - 13.(IG)-Kompanie
  - 14.(Pz.Jäg)-Kompanie
- Grenadier–Regiment 559
  - I. Bataillon
  - II. Bataillon
  - I. Bataillon
    - 1. Kompanie
    - 2. Kompanie
    - 3. Kompanie
    - 4. Kompanie

  - II. Bataillon
    - 5. Kompanie
    - 6. Kompanie
    - 7. Kompanie
    - 8. Kompanie

  - 13.(IG)-Kompanie
  - 14.(Pz.Jäg)-Kompanie
- Artillerie–Regiment 331
  - I. Abteilung
  - II. Abteilung
  - III. Abteilung
  - IV Abteilung
- Divisions–Füsilier–Bataillon
- Panzerjäger–Abteilung 331
  - 1. (Pz.Jäg)-Kompanie,
  - 2. (Sturmgeschütz)-Kompanie
  - 3. (Fla)-Kompanie
- Pionier–Bataillon 331
  - 1. Kompanie
  - 2. Kompanie
  - 3. Kompanie
- Feldersatz–Bataillon 331
  - 1. Kompanie
  - 2. Kompanie
  - 3. Kompanie
  - 4. Kompanie
- Nachrichten–Abteilung 331
- Kommandeur der Infanterie-Division-Nachschubtruppen 331
- Verwaltungsdienste 331
- Sanitäts–Kompanie 331
- Krankenkraftwagenzug 331
- Veterinär–Kompanie 331